# Frank Gentges
Frank Gentges (* 25. Februar 1965 in Kempen) ist ein ehemaliger deutscher Eishockeyspieler, der seit 2022 als Trainer der Ratinger Ice Aliens tätig ist. Während seiner Spielerkarriere war er unter anderem für die Düsseldorfer EG, den ECD Sauerland und die Eisbären Berlin in der Bundesliga aktiv.

## Karriere

### Als Spieler
Gentges begann seine Karriere beim Krefelder EV, für die er mit Ausnahme von einem kurzen Intermezzo beim rheinischen Rivalen, der Düsseldorfer EG, drei Spielzeiten unter Vertrag stand. Für die DEG absolvierte der Defensivspieler seine ersten 15 Partien in der damals höchsten deutschen Eishockeyliga, der 1. Bundesliga. Im Sommer 1985 wechselte er zum EC Bad Nauheim, ehe er den Verein nach nur einem Jahr wieder verließ und sich dem ECD Sauerland anschloss, der damals in der 1. Bundesliga aktiv war. In Iserlohn gehörte er zu den Stammspielern und erzielte in 32 Ligaspielen acht Assists. Über den ESC Wolfsburg in der kommenden Saison, unterschrieb Gentges zu Beginn der Spielzeit 1988/89 einen Vertrag beim damaligen Erstligisten ESV Kaufbeuren. Dort wurde er allerdings nur 25 Mal eingesetzt und kehrte während der laufenden Saison in die 2. Bundesliga nach Wolfsburg zurück.
Der 194 cm große Verteidiger verließ den EHC zum Ende des Spieljahres 1989/90 und ging anschließend für den EV Stuttgart, den Krefelder EV und den EHC Essen-West aufs Eis. Nachdem sein Vertrag in Essen 1992 auslief und der Deutsche zuvor gute Leistungen zeigte, er kam in 75 Partien zum Einsatz und erzielte 73 Scorerpunkte, wurden die Verantwortlichen der Eisbären Berlin auf den damals 27-Jährigen aufmerksam und transferierten ihn in die Hauptstadt. Für die Berliner absolvierte Gentges in der Folgezeit 43 Spiele und konnte dabei 13 Mal punkten. Nach seinem Engagement beim EHC schnürte er fortan zwischen 1994 und 1997 für den 1. EV Weiden, den Deggendorfer EC und den EV Ravensburg die Schlittschuhe.
Zu Beginn der Saison 1997/98 wechselte er zum Grefrather EC, der in der damals zweithöchsten deutschen Liga, der 1. Liga, aktiv war. Gentges stand schließlich sieben Jahre beim Grefrather EC unter Vertrag und gehörte zu den Leistungsträgern innerhalb des Teams. Er blieb dem Verein auch treu, als sich während der Saison 1999/00 finanzielle Schwierigkeiten auftaten, der Verein den Spielbetrieb einstellte und fortan die bisherige zweite Mannschaft in der Regionalliga nun als erste Seniorenmannschaft fungierte. Der 104 kg schwere Defensivspieler war mit den Grefrathern fortan in der Regionalliga aktiv. Seine punktbeste Spielzeit war die Regionalliga-Saison 2002/03, als er in 40 Ligaspielen 91 Punkte erzielen konnte. Nachdem die Hauptrunde in der Spielzeit 2003/04 beendet war, schloss sich Gentges für wenige Monate dem damaligen Ligarivalen Herner EG an, für den er sechs Partien in den Regionalliga Play-offs absolvierte. Anschließend beendete er seine aktive Eishockeykarriere im Alter von 39 Jahren.

### Als Trainer
Gentges war als Trainer erstmals beim Grefrather EC beschäftigt, für den er bereits zuvor als Spieler tätig war. Mit dem Eishockeyklub konnte er drei Mal in Folge die Regionalligameisterschaft gewinnen. Zur Saison 2004/05 nahmen ihn die Blue Lions Leipzig aus der Oberliga unter Vertrag, mit denen er als Chefcoach das Play-off-Halbfinale erreichte. Dort scheiterte er mit den Blue Lions im Halbfinale nach 1:3-Niederlagen gegen den EHC München. Nachdem der Klub zum Saisonende Insolvenz anmelden musste, verließ er den Verein und schloss sich dem Krefelder EV an, wo er fortan als Trainer der Juniorenmannschaft in der Deutschen Nachwuchsliga (DNL) arbeitete.
Beim KEV stand er anschließend drei Jahre hinter der Bande, ehe er im Sommer 2008 ein Vertragsangebot der Nijmegen Devils aus der Niederländischen Eredivisie annahm. Gentges unterschrieb einen Dreijahresvertrag, der allerdings nach nur einer Spielzeit wieder aufgelöst wurde. Trotz guter Ergebnisse im sportlichen sowie im wirtschaftlichen Bereich verließ der den ehemaligen Niederländischen Meister wieder und wechselte zurück nach Deutschland zum EHC Dortmund. Beim Oberligisten erhielt der ehemalige Verteidiger einen Vertrag bis zum Jahr 2011. Sein Vertrag wurde im Januar 2011 vorzeitig um zwei Jahre verlängert. Beim EHC Dortmund war er, neben seiner Tätigkeit als Cheftrainer, auch als Sportmanager beschäftigt.
Am 5. April 2012 wurde er als Cheftrainer der Löwen Frankfurt vorgestellt. Am 20. Februar 2013 trat Frank Gentges von seinem Trainerposten zurück, nachdem es im Mannschaftsumfeld in den Tagen zuvor zu Querelen gekommen war. Ab der Saison 2013/14 agierte Frank Gentges als Cheftrainer und Sportmanager beim Oberligisten Königsborn Bulldogs, bei denen er einen Drei-Jahres-Vertrag unterzeichnet hat. Ein Jahr später wurde er vom Ligarivalen Moskitos Essen verpflichtet. Gentges coachte die Essener fünf Jahre mit guten Platzierungen in der Oberliga Nord. Er beendete seine Tätigkeit in Essen im November 2019. Er kehrte danach kurzzeitig zu dem Nijmegen Devils zurück.
Nach zweijähriger Pause übernahm er zur Saison 2022/23 erstmals in seiner Trainerkarriere eine Mannschaft im Amateurbereich: die Ice Aliens Ratingen in der Regionalliga West. In seinem zweiten Jahr in Ratingen feierte er mit dem Team die Meisterschaft.

## Karrierestatistik

### International
Vertrat Deutschland bei:
- U18-Junioren-Europameisterschaft 1983
- U20-Junioren-Weltmeisterschaft 1984
- U20-Junioren-Weltmeisterschaft 1985

(Legende zur Spielerstatistik: Sp oder GP = absolvierte Spiele; T oder G = erzielte Tore; V oder A = erzielte Assists; Pkt oder Pts = erzielte Scorerpunkte; SM oder PIM = erhaltene Strafminuten; +/− = Plus/Minus-Bilanz; PP = erzielte Überzahltore; SH = erzielte Unterzahltore; GW = erzielte Siegtore; 1 Play-downs/Relegation; Kursiv: Statistik nicht vollständig); 2außer Saison 1998/99; 3nur Saison 1998/99